# Gymnostachyum glomeruliflorum
Gymnostachyum glomeruliflorum är en akantusväxtart som beskrevs av Cornelis Eliza Bertus Bremekamp. Gymnostachyum glomeruliflorum ingår i släktet Gymnostachyum och familjen akantusväxter. Inga underarter finns listade i Catalogue of Life.